# Décès en 1186
Décès
- 1182
- 1183
- 1184
- 1185
- 1186
- 1187
- 1188
- 1189
- 1190

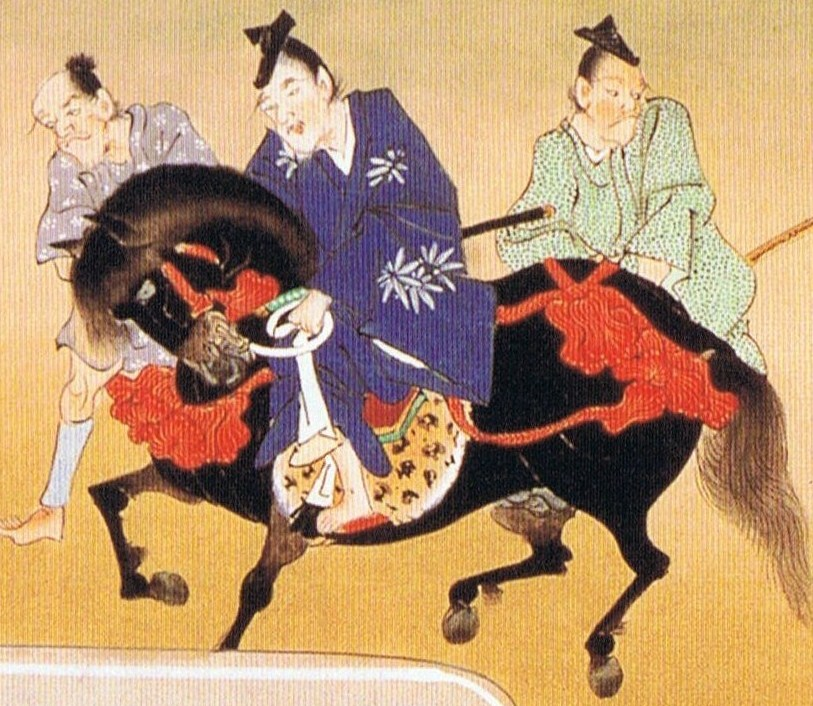
Minamoto no Yukiie, mort en 1186.

Cette page dresse une liste de personnalités mortes au cours de l'année 1186 :
- 15 juin : Reginhard von Abenberg, évêque de Wurtzbourg.
- 24 juin : Robert de Thorigny, abbé du Mont-Saint-Michel et chroniqueur normand.
- 26 juillet : Hugues de Lacy, seigneur de Lassy et de Campeaux (Normandie), lord de Weobley (Angleterre) puis lord de Meath (Irlande).
- août : Baudouin V de Jérusalem, roi de Jérusalem.
- 19 août : Geoffroy II de Bretagne, duc de Normandie et comte d’Anjou.
- 7 septembre : Jean de Novgorod (en), archevêque et thaumaturge de Novgorod.
- 8 décembre : Berthold IV de Zähringen, duc de Zähringen et comte de Boulogne.

- Guillaume de Tyr, historien des croisades au Moyen Âge et précepteur du roi de Jérusalem Baudouin IV le Lépreux.
- Herbert de Bosham, cardinal anglais.
- Lech, Duc de Mazovie et de Cujavie.
- Minamoto no Yukiie, commandant de l'une des armées du clan Minamoto durant la guerre de Gempei.
- Rolland de Dinan, seigneur de Dinan-sud, de Léhon et de Bécherel.
- Satō Tadanobu, samouraï de la fin de l'époque de Heian, vassal et compagnon d'armes de  Minamoto no Yoshitsune.

## Crédit d'auteurs
- Cet article est partiellement ou en totalité issu de l'article intitulé « 1186 » (voir la liste des auteurs).